# 안암역
안암(고대병원 앞)역(Anam(Kores Univ. Hospital)Station, 安岩(高大病院 앞)역)은 서울특별시 성북구 안암동5가에 있는 서울 지하철 6호선의 지하철역이다. 고대병원앞은 서울특별시 고시로 정해진 병기역명으로, 인근에 고려대학교와 고려대의료원 안암병원이 있다.
심야에 1편성이 주박하며, 다음 날 안암에서 신내로 출발하는 열차가 주박하고 응암발 안암종료 열차는 신내차량사업소로 회송한다. 성북천 하저터널로 보문역과 연결된다.

## 역사
- 2000년 12월 15일 : 서울 지하철 6호선 응암 ~ 상월곡 구간 개통과 함께 영업 개시

## 역 구조
2면 2선의 상대식 승강장이 있는 지하역이며, 스크린도어가 설치되어 있다. 대합실은 지하 1층과 지하 2층에, 승강장은 지하 3층에 위치한다.

### 승강장
| 보문 ↑   |
| \| 상    |
| ↓ 고려대 |

| 상행 | ● 서울 지하철 6호선 | 동묘앞 · 삼각지 · 월드컵경기장(성산)·응암 방면   |
| 하행 | ● 서울 지하철 6호선 | 고려대(종암)·석계 · 봉화산(서울의료원)·신내 방면 |

## 역 주변
- 1번 출구 : 성신여자대학교, 고려대학교 녹지운동장 (대학축구리그 고려대학교 홈구장), 고려대학교 화정체육관 (대학농구리그 고려대학교 홈구장), 고려대학교 아이스링크 (대학아이스하키리그 고려대학교 홈구장)
- 2번 출구 : 고려대학교(인문계), 고대앞사거리
- 3번 출구 : 제기시장, 제기2동, 안암동로터리, 승가원사회복지법인, 승가원장애아동시설
- 4번 출구 : 고려대학교(자연계), 안암동

## 이용객 변동
2000년 자료는 개통일인 2000년 12월 15일부터 12월 31일까지 총 17일간의 집계를 반영한 것이다.
| 노선  | 노선   | 일평균 인원수 (명/일) | 일평균 인원수 (명/일) | 일평균 인원수 (명/일) | 일평균 인원수 (명/일) | 일평균 인원수 (명/일) | 일평균 인원수 (명/일) | 일평균 인원수 (명/일) | 일평균 인원수 (명/일) | 일평균 인원수 (명/일) | 일평균 인원수 (명/일) | 각주  |
| 노선  | 노선   | 2000년                | 2001년                | 2002년                | 2003년                | 2004년                | 2005년                | 2006년                | 2007년                | 2008년                | 2009년                | 각주  |
| ----- | ------ | --------------------- | --------------------- | --------------------- | --------------------- | --------------------- | --------------------- | --------------------- | --------------------- | --------------------- | --------------------- | ----- |
| 6호선 | 승차   | 5,058                 | 9,140                 | 10,918                | 11,832                | 12,618                | 12,401                | 12,831                | 12,816                | 12,992                | 13,292                | [ 2 ] |
| 6호선 | 하차   | 4,448                 | 9,347                 | 11,067                | 12,054                | 12,911                | 12,819                | 13,312                | 13,359                | 13,529                | 13,791                | [ 2 ] |
| 6호선 | 승하차 | 9,505                 | 18,487                | 21,985                | 23,886                | 25,529                | 25,220                | 26,143                | 26,175                | 26,520                | 27,084                | [ 2 ] |
| 노선  | 노선   | 2010년                | 2011년                | 2012년                | 2013년                | 2014년                | 2015년                | 2016년                | 2017년                |                       |                       | [ 2 ] |
| 6호선 | 승차   | 13,934                | 13,909                | 14,046                | 14,015                | 14,073                | 13,882                | 13,850                | 13,754                |                       |                       | [ 2 ] |
| 6호선 | 하차   | 14,352                | 14,221                | 14,340                | 14,269                | 14,384                | 14,185                | 14,051                | 13,968                |                       |                       | [ 2 ] |
| 6호선 | 승하차 | 28,286                | 28,130                | 28,386                | 28,284                | 28,457                | 28,068                | 27,901                | 27,722                |                       |                       | [ 2 ] |

## 사진

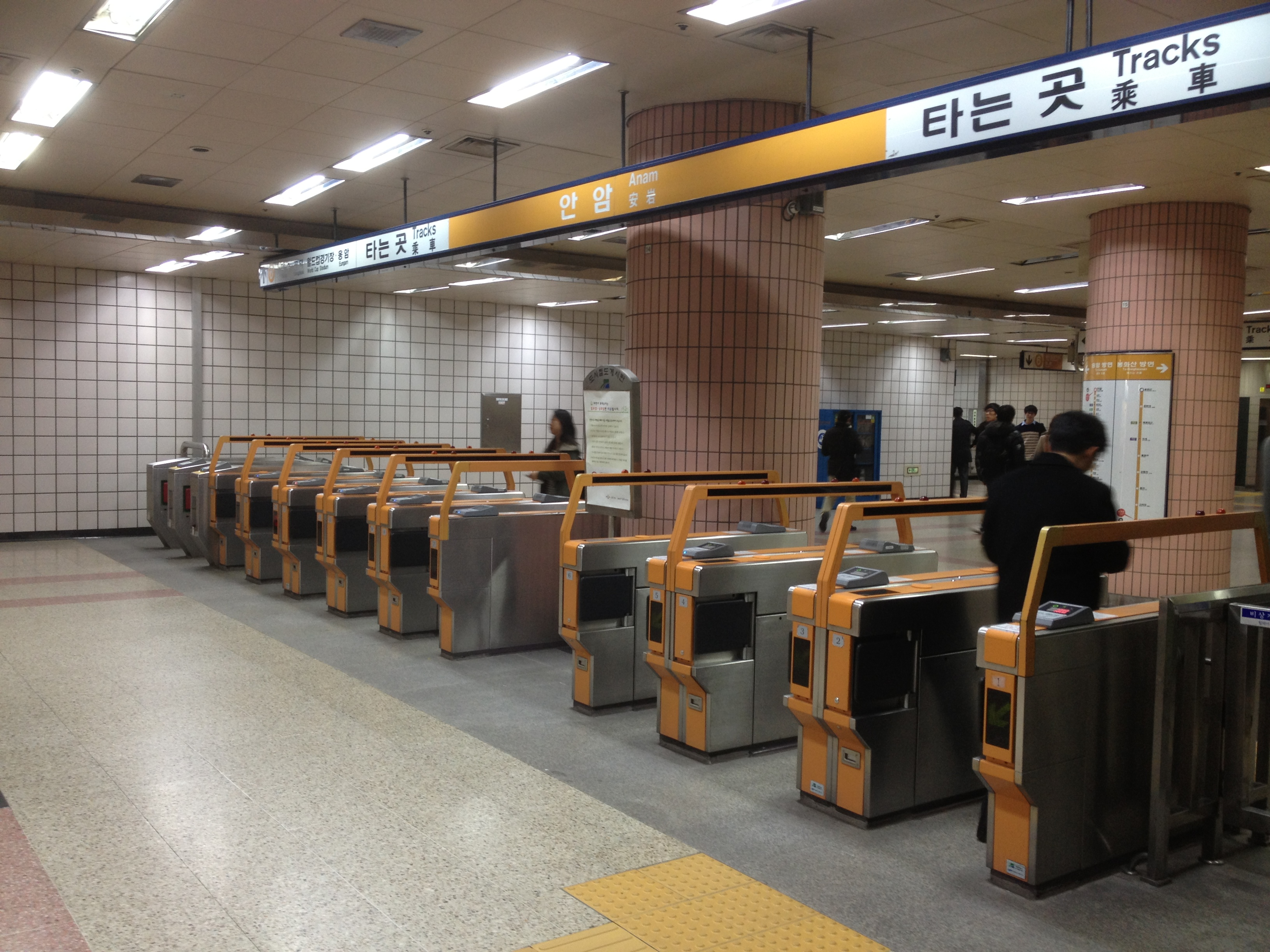
개찰구
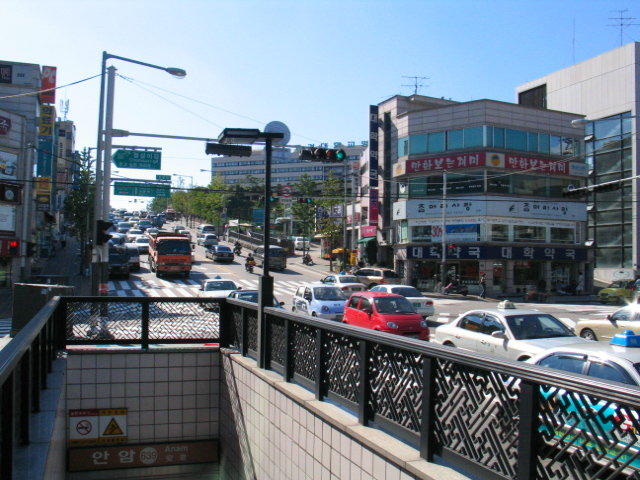
2004년. 3번 출구에서 안암역 교차로 방향 촬영.
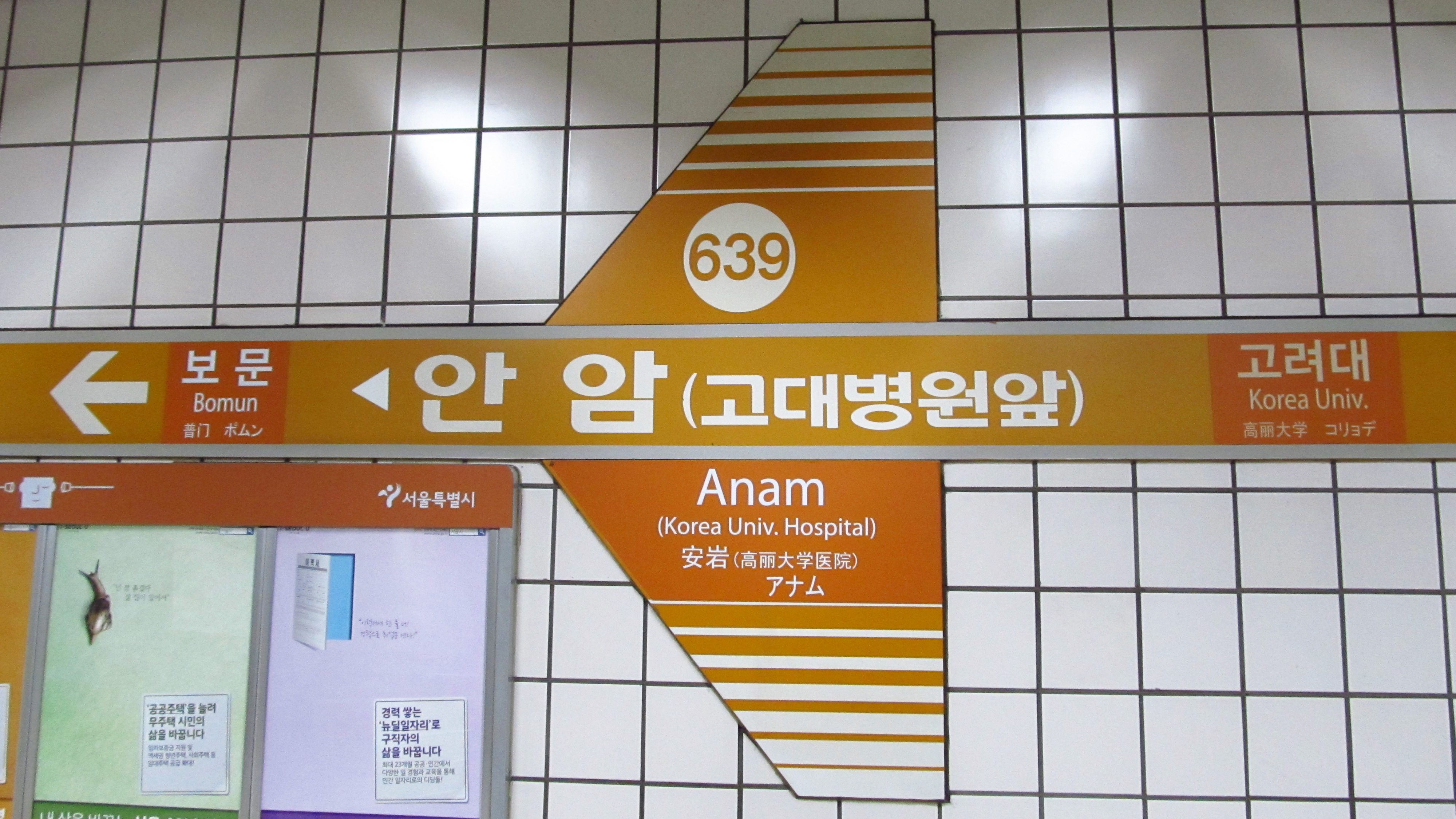
가타카나 표기 역명판

## 인접한 역
| 서울 지하철 6호선  | 서울 지하철 6호선   | 서울 지하철 6호선    |
| ------------------ | ------------------- | -------------------- |
| 638 보문 응암 순환 | ● 서울 지하철 6호선 | 640 고려대 신내 방면 |